# デジタル・デビル物語 女神転生II
『デジタル・デビル物語 女神転生II』（デジタル・デビル・ストーリー めがみてんせい2）は、日本のゲーム会社であるアトラス開発、ナムコ販売のファミリーコンピュータ用ゲームソフト。「ナムコット ファミリーコンピュータゲームシリーズ」第67弾として、1990年4月6日に発売された。

## 概要
本作品の開発元であるアトラスが手掛ける「女神転生シリーズ」の第2作目であり、前作『デジタル・デビル物語 女神転生』（FC用、ナムコ、1987年）の続編（後述「#開発」参照）。
新型爆弾によって崩壊した近未来の東京を舞台としており、主人公を操作して魔王バエルを倒し地上に平和をもたらす事を目的としたゲーム。小説やOVAを原作とした前作とは違い、完全にゲームオリジナルである。シリーズ初のフィールドマップとマルチエンディングを採用しており、その後の「女神転生シリーズ」の方向性を決定付けたと言える作品。
開発はアトラスが行い、キャラクターデザイン、悪魔デザインを初めて金子一魔（後の金子一馬）が担当した。悪魔の総数も大幅に増え、会話のパターンも増えた。音楽は前作に引き続き増子司が担当している。
1995年には、前作『デジタル・デビル物語 女神転生』との2部作をリメイク・カップリングした『旧約・女神転生』が、スーパーファミコン用ソフトとして発売された（後述「#移植」参照）。
ファミリーコンピュータ版はゲーム誌『ファミコン通信』の「クロスレビュー」にてゴールド殿堂を獲得、さらに同誌の「'90ベストヒットゲーム大賞」にて読者支持で8位、RPG賞を受賞した。

## あらすじ
2036年、20世紀末に発生した最終戦争によって崩壊してしまった東京。地上には狂人や次元の裂け目から現れた悪魔が跋扈し、生き残った人々は明日をも知れぬ日々を送っていた。
一方、平和な京浜第3シェルターに住む主人公と親友は、ある日『デビルバスター』という体感RPGを手に入れる。2人が夢中になってそれを攻略し終えたとき、コンピュータの画面内にパズスと名乗る悪魔が現れた。パズスは自らを神の使いと称し、2人が神に選ばれた救世主だと告げる。パズスは東京がバエルという魔王に支配されていることを説明し、主人公には「悪魔召喚プログラム」を、親友には魔法の力を与える。
おりしもネットワークを通じ、ついにデジタル・デビルが第3シェルターの内部にも侵入し始める。覚悟を決めた主人公と親友は武器庫に保管されていた銃を手にすると、30年以上も閉ざされていたエアロックを開き、荒れ果てた地上へ踏み出していった。

## 登場キャラクター

### メインキャラクター
名前は自由に付けることができ、公式的な名前は特にない。
主人公
本作の主人公。京浜第3シェルターで生まれ育った少年。
ゲーム内が現実となった際に手に入れた「悪魔召喚プログラム」により、悪魔と会話し、仲魔にすることができるようになる。
物語中盤前の、ある場所でのイベントにて左腕を失うというアクシデントに見舞われるが、銀座のサイバネティック研究所での手術にて、より高性能のCOMPが内蔵された義手を得る。
親友
主人公の親友である少年。主人公と違い魔法を使うことができ、ヒロコというガールフレンドがいる。
上昇志向と自己顕示欲が強いらしく、それをパズスに付け込まれ配下に取り込まれてしまったことが、最終的に自らの首を絞めることになってしまった。
主人公と袂を分かった後、パズスから力と異形の鎧を授かったようで、そのせいか外見が別人のように変化しており、また、この時の彼はダークヒーローと呼ばれる。主人公に倒されたあとはパズズに利用されただけなのを悟りながら亡くなった。
少女
東京タワーに住んでいる謎の少女。「魔女」と呼ばれており、不思議な力を持つ。
元々はなんらかでパズスの配下に居たらしいが、彼の企みに気付いて離反したことから命を狙われている。
パズスと反目した後は、彼とは別な何者かに仕えているらしく、その者の命令で、主人公の知人に当たるヒロコに炎の割符を託している。

### サブキャラクター
ヒロコ
親友のガールフレンドである女性で、仲良くしているという。
シェルター内で親友の帰りをずっと待っている。親友が亡くなった事を知らせても嘘だと信じなかった。
FC版では赤毛だが、リメイク版では金髪になっている。
鈴木（すずき）
銀座にある会社を経営する初老の社長。
名前含めて一見ただのモブキャラだが、その身には重大な秘密が隠されている。
モチーフは実在の人物、鈴木銀一郎。
Dr.バクタ
銀座地下に研究所を置くマッドサイエンティスト。ミュータントの生みの親。
アナラミンを渡せば石化回復アイテム「ペトラノン」を精製してくれる。戦闘にはならないが、表には出ない各種戦闘用パラメータが用意されていたらしい。元ネタは『超絶倫人ベラボーマン』。
チェックマン
東京各地に点在し、転送装置の役割を果たす、カラフルなトーテムポールの姿をした謎の存在。
普通の人間には知覚出来ないという。何者かの命令で、少女に炎の割符を持たせ、京浜第3シェルターへ使者として赴かせた。リメイク版には登場しない。
平将門
爆心地に埋もれた王城にて、主人公たちを魔界へ誘うべく待っていた亡者。
パズス
メシア教の教祖を務める魔王。紳士的な物腰が特徴的。
対立していた魔王バエルによって「デビルバスター」に封印されていたが、主人公たちによって解かれた。主人公と親友を救世主に仕立て、バエルから東京における覇権を奪取しようと画策するが、少女の離反によって失敗。主人公らに討ち取られることとなる。
オルトロス
バズス配下の妖獣。
少女によって品川プリンセスホテルの一室に繋がれていた。そのことから少女を激しく恨んでおり、一時的に主人公とも共闘する。
バエル
パズスと対立する東京での魔王でディーヴァ教教祖。
ボス敵であるマンモン、レオナルド、バラム、ネビロスは配下に当たる。
ルシファー
前作でナカジマに倒された大魔王。創造主Y・H・V・Hの意に逆らい、悪魔となった天使長。
キリスト教等の根源悪。ある場所で氷漬けにされているが、パズスを倒され拠り所を失った親友によって復活してしまった。
サタン
創造主に遣わされ、東京に混沌の種を撒く大魔王。
かつてはルシファーの下風に立つ力の弱い悪魔だったが、彼の堕天を皮切りに現在の地位までのし上がった。ルシファーを恐れており、作中登場する悪魔はサタンの影響を受けており、悪魔との交渉時にもそれが判る。
リメイク版にてナカジマたちのルシファー打倒を裏で手助けしたという後付がなされた。
アシュラ
ルシファーの側近の一人。
しかし、ルシファーが封印された後は創造主に貶められ、別なる主に仕えている。
バアル
ルシファーの側近の一人。
現在は創造主に貶められ、醜悪な悪魔に変えられている。
Y・H・V・H
ユダヤ教やキリスト教等で信仰される、世界を創った唯一絶対の創造主。
聖書の神がRPGのモンスターとして現れたことはゲームの中でも前例がなく、各界に波紋を投げかけたという。
イザナギ
日本神話における男神でイザナミの夫。
魔王アスモダイによって魔界の何処かに囚われている。
イザナミ
日本神話における女神でイザナギの妻。
魔王アスモダイによって魔界の何処かにイザナギと囚われている。
モーラ
荒廃した東京では普通に渡れない水辺の渡を担う、大亀の姿をした魔界の巨獣。
対応アイテムがあれば対岸の地点へと渡してくれる。
ザラタン
モーラより遥かに巨大な、小島ほどもある亀の巨獣。
体内に棲む「ザラタンの主」と呼ばれる謎の老人によって操られている。
カロン
冥府の川の渡し守でゲームオーバー時に出会える。

## 開発
先述「#概要」の通り、本作品は、『デジタル・デビル物語 女神転生』（FC用、ナムコ、1987年）の続編であり、前作は、のちに「女神転生シリーズ」（アトラス）のディレクター・プロデューサーとして知られる岡田耕始が企画した。本作品は、前作でのやり残しの消化も兼ねた岡田らによる意欲作である。
のちに”悪魔絵師”として知られるデザイナーの金子一馬は、本作品からの初参加となった。
前作よりも容量の大きいROMカセットを使えるようになったため、物語は世界を征服した魔王を倒す内容へと改変したことで、原作者である西谷からの許諾を得ながらも、結果的に原作小説とは大きくかけ離れたシナリオとなった。なお、岡田自身は、「それでもやり足りなくて、『真・女神転生』では分岐を入れることにした」と語る。
前作の舞台が飛鳥地方であった一方、本作品は近未来の東京が舞台である。岡田の談によれば、この舞台設定について、岡田と金子が両者ともに東京都出身であることと、岡田自身の首都・東京に対する認識が影響しており、「世界を見ても、これだけ変化に富んだ都市はないんですよ。100年の間に明治維新があって、関東大震災があって、東京大空襲があって……。ゼロに近い状態から再生して、これだけの大都市になった。私も仕事で海外には何度も行きましたけど、東京のような規模で政治やエンターテイメントが集約されているところはない。文化もそうですよね。」とのことであった。併せて、本シリーズにおける悪魔が、各宗教の神をも内在させる異質さにも、「日本自体が、ある意味何でも受け入れちゃう」国であり、後付け的にも「日本人の根源」についてを提起したかったのだとも語る。
本作品では、より一層に原作要素から脱却してほぼオリジナル作品となったこともあり、舞台設定が荒廃した東京となった以外にも、次作『真・女神転生』（SFC用、アトラス、1992年）をはじめとして、のちのゲームシリーズの特色が色濃く垣間見える。ゲームシステムとしては、マルチエンディングが導入され、物語中盤で「魔王バエル」にとどめを刺さない場合、物語の真実が明らかになることで真のラスボスとの戦闘に繋がるシステムは、当時のゲーム作品の中でも革新的なものであった。また、本作品に登場する救世主の降臨を説く「メシア教」と悪魔との共存を望む「ディーバ教」の対立が、宗教対立の構図として恒例の物語展開である。
武器の種類にガン・悪魔合体に3身合体・オートパイロット機能といった追加要素も本作品からであった。登場悪魔の追加により、アトラスのイメージキャラクターともなった「ジャックフロスト」が、頭に山高帽を被って首にはマフラーを巻き、手にはパラソルを持つ初期デザインで初登場したほか、物理攻撃を反射する「ギリメカラ」も誤植による「ギリメカテ」の名前で初登場となる。
このほか、2Dのフィールドマップを採用し、パスワードコンティニューからセーブへと変更された。

## 音楽
増子司が作曲・編曲し、Project SATANが演奏。 本作品のBGMはロックを基調として構成されている。当時のゲーム作品には、クラシック調のBGMが多く使われた中でも珍しい存在であった。更にファミコン版では本体の内蔵音源に加え、カートリッジ側に特殊音源チップ「N160（波形メモリ音源）」を搭載しており、これによって同時発音数が増え、格段に音響面で広がりが生まれた。またROMの容量も前作の倍の4Mビット（512KB）に増加したことで、収録曲数も前作の2倍近くに増加している。
以下の曲名はサウンドトラックのカバーアート裏面における「召喚盤」表記に倣ったもので、原曲（オリジナル）はほぼ英名か和名の単独で、米光亮が編曲したアレンジバージョンの「合体盤」表記が「原曲名 〜 新規和名」（Explorer 〜 閉ざされた街、Hallucination 〜 魔界幻想、OMEGA 〜 聖戦、など）のような文体になっている点で異なるが、今日では合体盤の曲名で原曲（召喚盤）を言い表している誤用・混同も見られる。
| 曲名                    | 使用場面                                                              | 備考 |
| ----------------------- | --------------------------------------------------------------------- | --- |
| Prediction              | タイトル画面                                                          | 携帯電話版では不採用。                                                                                        |
| Jump Up!                | レベルアップ時                                                        | 『I』の「Step Up」（サントラ31曲目）のアレンジ。                                                              |
| MICOM(D.B.)             | ミコンの街                                                            | D.B.とは劇中ゲーム「Devil Busters」の略。『I』の「MICOM」（サントラ32曲目）のアレンジ。携帯電話版では不採用。 |
| 窓明り(D.B.)            | 辺境の店                                                              | 『I』の「窓明り」（サントラ36曲目）のアレンジ。                                                               |
| 曲名不明                | D.B.内の回復の泉                                                      | サントラ未収録曲。『I』の「Spirit Of Fountain」（サントラ37曲目）のアレンジ。                                 |
| 曲名不明                | D.B.内の邪教の館                                                      | サントラ未収録曲。『I』の「祈り」（サントラ41曲目）のアレンジ。                                               |
| DAEDALUS(D.B.)          | ダイダロスの塔                                                        | 『I』の「DAEDALUS」（サントラ33曲目）のアレンジ。携帯電話版では不採用。                                       |
| Battlefield(D.B.)       | D.B.内の通常戦闘                                                      | 『I』の「Battlefield」（サントラ34曲目）のアレンジ。                                                          |
| Omen                    | パズスとの対話                                                        | 携帯電話版では不採用。                                                                                        |
| Explorer                | 地下シェルター、東京タワー、携帯電話版ミコンの街/ダイダロスの塔、など | |
| Lady's Shop             | レディースショップ、女性キャラとの対話、など                          | |
| TOKIO Adventurer        | 2Dフィールド                                                          | |
| Messenger               | モーラとの対話、など                                                  | 携帯電話版では不採用。                                                                                        |
| I ♡ Money               | ギャンブル場                                                          | 携帯電話版では不採用。                                                                                        |
| Dash Under the Ground   | 地下道                                                                | |
| Spirit's Power          | 回復の泉、携帯電話版本篇の邪教の館/パズスとの対話                     | |
| Ex-convict              | メンズショップ                                                        | |
| Checkman                | チェックマン                                                          | |
| Hurry Up To Exit        | ザラタン内部、など                                                    | |
| An Encounter            | 敵出現                                                                | 携帯電話版では不採用。                                                                                        |
| Death Match             | 通常戦闘、携帯電話版敵出現&通常戦闘                                   | |
| Another World           | 氷漬けルシファー、将門の首、など                                      | |
| Hallucination           | 魔界の2Dフィールド                                                    | |
| Devil Speak             | 本篇の邪教の館                                                        | D.B.内ではない現実世界での邪教BGM。携帯電話版では不採用。                                                     |
| 魔獣合成                | 悪魔合体                                                              | 携帯電話版では不採用。                                                                                        |
| Dark Night              | 洞窟、など                                                            | |
| Fall'n Gods             | 対ボス戦闘、携帯電話版ラストボス戦闘                                  | |
| Dimensional Trip        | ワープのメッセージ、など                                              | 携帯電話版では不採用。                                                                                        |
| Labyrinth               | 城内、など                                                            | |
| OMEGA                   | 最終ボス戦闘（サタン、Y・H・V・H）                                    | 携帯電話版では不採用。魔神転生のスタッフロールでも使用されている。                                            |
| Epilogue                | カエル生存ルートのエピローグ                                          | |
| Dawn Of The Human Being | クロージングクレジット                                                | |

## ゲームシステム
ステイタス
パラメータの最大値が前作の20から35に、レベルの最大値が61から84に。また、「つよさ」が「たいりょく」に。前作ではレベル最大時に全パラメータは最大になったが、本作では不可能。またこの作品からレベルアップ以外でも能力を高める事ができる「インセンス（香）」が登場した。
悪魔
悪魔合体では従来の2身合体だけでなく、3体の悪魔を合体させる3身合体が初登場。天使、怪獣、狂人、マシンなど新種族が登場し、悪魔の総数も大幅に増加。
魔法
魔法の名前を大きくリニューアル。火炎魔法アギ、氷結魔法ブフ、電撃魔法ジオ、衝撃魔法ザン、呪殺魔法ムド、補助魔法タルカジャ、ラクンダなど、真・女神転生シリーズ以降の現在まで使われる魔法体系の基礎が出来上がった。
装備品
装備品の種類が大幅に増加。装備部位は後の真・女神転生シリーズより多く、以下の7種類となっている。
剣&ガン、スーツ、ヘルメット、グローブ、ブーツ、ゴーグル、マント。
前作では武器の種類は剣のみだったが、今作からガン系が加わり、こうげき（ATTACK）時にどちらかを選択して攻撃できるようになった。ガン系は攻撃力が高い反面、霊体などには効果が薄い。また、今作では武器屋で購入できるのは銃のみで、剣は宝箱やイベントで入手するか、敵を倒したときに低確率で落とすドロップに頼るしかない。なお、防具の中でもゴーグルは宝箱からしか入手できず、マントはカジノのコードブレイカーの景品としてしか入手できない。
ロスト
邪教の館で死亡した仲魔の蘇生を図ると約64分の1の確率で失敗してその仲魔が削除される。その時には邪教の館にいる老人は「しっぱいじゃ すまんな」と話す。
セーブ
前作はパスワードコンティニューだったが、今作ではバッテリーバックアップを搭載し、コンピュータルームや各地のチェックマンでセーブが可能に。携帯電話版はどこでもセーブが可能になっている。
セーブデータの消し方
不明。
オートパイロット
セットしておいたポイントに自動的に戻ることができる機能。3Dダンジョンが苦手なユーザーのために採用されたものの、オートパイロットで移動中、中断すると敵が出現しなくなる、特定条件下でハングアップするなどバグが多かった。本作で初めて採用されたが、後の作品には採用されず、SFC版『旧約・女神転生』および携帯電話版でもオートマッピングが搭載されたことで削除されている。
オニ・マーク
本作では表示される敵悪魔は1体のみだが、画面上部に敵の数が人型のマークで表示されるようになった。このマークの状態でどの悪魔のHPが減っているか、あるいは状態異常にかかっているかが分かるようになった。このマークは『デビルサマナー ソウルハッカーズ』では「オニ・マーク」という名前で呼ばれている。携帯電話版は味方の状態もオニ・マークで表現される。
ゲームオーバー
主人公とパートナーの両者がDEADかSTONEになると（まだ仲魔が生き残っていたとしても）ゲームオーバー。冥府の川の渡し守カロンが現れて魂を迎えにくるが、マッカを半分払えば生き返ることができる（前作のコンティニューに相当）。
マルチエンディング
バエルを倒した後に出てくるカエルをどうするかにより、後に戦うラスボスが変化する。蛙を殺すか放置すると最終ボスがサタンとなり、蛙を殺さずに捕まえてゲームを進め、ルシファーを仲魔にすると最終ボスがY・H・V・Hとなる。真のエンディングを見るには蛙を捕まえてゲームを進め、かつY・H・V・Hと戦わなくてはならない。

## 用語
メシア教
2011年に発生したとされる新興宗教。救世主（きゅうせいしゅ）の降臨を説いている。中野にメシア教会がある。
ディーバ教
2013年に発生したとされる、ガイア教の派生型ともいえる新興宗教。ガイア教と同様に悪魔との共存を説いており、かつてガイア教の総本山があった上野に総本山がある。
デビルバスター
物語の冒頭で主人公と親友がプレイしていたゲームであり、序章となるダンジョン。真のエンディングを迎えた際には途中で壊れたはずのデビルバスターがエンディングを迎えており、スタッフロールには『A.NAKAJIMA』の名前が記載されている。
デビルバスター2
渋谷インテリジェントビルの一室に置かれたコンピューターでプレイできるゲームであり、デビルバスターの続編。敵がストーリー進行上相応に強くなっている一方で主人公達はデビルバスター終了時の装備で戦うのであっさりやられてしまう可能性が高く作中屈指の難所となっている。なおこのデビルバスター2の特定ポイントでは『ある人の命で半世紀近くも主人公が訪れるのを待っていた』悪魔が仲魔になりたいと志願するイベントがある。ストーリー進行上必須となるダンジョンではない。

### 舞台
2036年の東京が舞台となっており、終末戦争から30年あまり。新型爆弾によって、地形は大きく変化している。20世紀末に存在した鉄道や高速道路などの交通機関は存在せず、徒歩による移動が主なものとなる。地割れなどによって移動は大きく制限される。かつての地下鉄跡が地下通路の役割を果たしている。
- 京浜第3シェルター - 地上の混乱とは隔絶された地下シェルター。武器庫やクリニック、バーなどがあり生活に必要なものは一通り揃っている。悪魔の侵入をずっと退けてきた。住所は東京都大田区矢口2-1-21（元 ナムコ本社の地番。現在はマンション）。
- 羽田 - かつて国際空港があった地区。現在は僅かな人々が住んでいるだけになっている。
- 品川 - 防具屋やガンショップなどもありそれなりに人口が多い街。地下道は有明方面に繋がっている。
- 有明 - 闘技場やギャンブル店などが立ち並ぶ東京屈指の歓楽街。
- 芝 - 東京タワーがある地域。エレベーターは現在でも作動している。
- 渋谷 - ディーバ教が支配する街。ハチ公像やインテリジェントビルもある。インテリジェントビルはロボットによって警備されているが、コンピュータが暴走しており、中に侵入することは困難。
- 銀座 - 東京最大の街。地下街には多数のショップがある。爆心地に程近く、地形の変化により孤島となっている。
- 池袋 - サンシャイン60がなおも建つ街。サンシャイン60内にはローマの真実の口にも似た「悪魔の口」がある。
- 新宿 - 復活したパズズがいる街。最初は結界で阻まれており、マンモンから入手するバエルの爪で結界を破り進入することができる。店はストーリーを進めることで利用可能になる。
- 後楽園 - かつての東京ドーム近辺。こちらも歓楽街となっている。
- 上野 - ディーバ教の本拠地。また東京唯一の3身合体のできる邪教の館や、首無しの西郷隆盛像がある。
- 中野 - メシア教の教会がある。渋谷のインテリジェントビルに侵入するためのパスワードを教えてもらえる。
- 夢の島 - ゴミを埋め立てた島。腐敗したゴミにより有毒物質の溜まった毒沼となっている。

## 評価
- ゲーム誌『ファミコン通信』の「クロスレビュー」では、8・8・9・8の合計33点（満40点）でゴールド殿堂を獲得[11]、一部のレビュアーから描画の速度が遅い事を指摘されたが、それ以外の意見としては前作と比較した上で、「魔獣合成関係がかなりパワーアップしている」、「オートパイロットシステムなどといった機能も付いて、親切さがバージョンアップしている」、「プレー感覚上の欠点がほとんど解消」などゲーム性や機能性が向上していると肯定的に評価された[13]。また、同誌の「'90ベストヒットゲーム大賞」において、読者支持で8位にランクインした他、ジャンル別大賞でRPG賞を受賞している[13]。

- ゲーム誌『ファミリーコンピュータMagazine』の読者投票による「ゲーム通信簿」での評価は以下の通りとなっており、22.78（満30点）となっている[1]。同誌1991年5月10日号特別付録の「ファミコンロムカセット オールカタログ」では、移動画面がフィールドマップ状で建物に入る事で3Dマップに切り替わる事や、悪魔の3身合体などが「前回と違って新しい」と肯定的に評価している[1]。

| 項目 | キャラクタ | 音楽 | 操作性 | 熱中度 | お買得度 | オリジナリティ | 総合  |
| 得点 | 3.91       | 3.92 | 3.61   | 3.95   | 3.55     | 3.84           | 22.78 |

- ゲーム誌『ユーゲー』にて、ライターの榎本正幸は本作を「『サイバーパンク+オカルト』という世界を描いた意欲作」と位置付けており、「善悪二元論に警鐘を鳴らす問題作で、今もなお続く『女神転生』シリーズの基礎となった作品でもある」と肯定的に評価している[12]。

## 移植・リメイク

### 移植
本作品の移植は以下の通り。
| No. | タイトル                             | 発売日        | 対応機種        | 開発元   | 発売元           | メディア                        | 型式 | 備考 |
| --- | ------------------------------------ | ------------- | --------------- | -------- | ---------------- | ------------------------------- | ---- | ---- |
| 1   | - デジタル・デビル 物語 - 女神転生II | 2006年9月1日  | iアプリ         | アトラス | ビービーエムエフ | ダウンロード （メガテンα）      | -    |      |
| 2   | - デジタル・デビル 物語 - 女神転生II | 2006年12月1日 | S!アプリ        | アトラス | ビービーエムエフ | ダウンロード （アトラスWeb-EX） | -    |      |
| 3   | - デジタル・デビル 物語 - 女神転生II | 2006年12月7日 | EZアプリ (BREW) | アトラス | ビービーエムエフ | ダウンロード （アトラスWeb-EZ） | -    |      |

携帯電話版
FC版からの変更点としては、どこでもセーブ・オートマッピング機能などの追加とオートパイロットの削除、グラフィックも改良され、戦闘画面の入力コマンド非表示・ダークゾーン内でもマッパラー有効となった。このほか、テキストが漢字かな混じり文になり、容量の都合からBGMを10曲以上削除・他のBGMで代用。

### リメイク
本作品の前作『デジタル・デビル物語 女神転生』（ファミリーコンピュータ用、ナムコ、1987年）との2部作をリメイク・カップリングした『旧約・女神転生』（スーパーファミコン用、アトラス、1995年）も発売された。同作品も移植されている。

## 備考
- 株式会社ロボット製作[要出典]のテレビCMは、悪魔たちが次々と出現する地下迷宮を主観視点で歩いていき、廃墟の東京に悪魔マンモンが登場するというゲームの内容に即したモノクロのアニメーション。最後に悪魔合体シーンのゲーム画面が表示される。前作とはうって変わって緊張感のあるものになっている。プロデューサー、井上邦彦。ディレクター、野村辰寿。アニメーション、白組[要出典]。
- 同時期に発売されたファミコンのRPGに『ドラゴンクエストIV 導かれし者たち』（1990年2月11日発売）、『ウィザードリィIII』（1990年3月9日）、『ファイナルファンタジーIII』（1990年4月27日）があるが、いずれもクォリティは高く、ゲーム雑誌では女神転生IIを含めて「4大RPG」と呼ばれた。
- 本作の開発中に開発チームが様々な災難に遭ったという逸話がある。サントラのブックレットでは「祟り」として書かれ、後にメガテンチームは開発時に御参りに行くことが恒例行事になったという。
- 本作が発売される前に、ゲーム雑誌『ファミコン通信（後のファミ通）』に、「『女神転生II』にも弓子は登場するが、しわしわの婆さんになって、魔法も大半は忘れてしまっている」という記事が載った。これは実際に発売されたゲーム内容とは全く異なる。